# La notte di Babbo Maiale
La notte di Babbo Maiale (Hogfather) è il ventesimo romanzo fantasy comico dello scrittore britannico Terry Pratchett della serie del Mondo Disco e il quarto del Ciclo di Morte.
La figura chiamata "Babbo Maiale" è la versione di Babbo Natale sul Mondo Disco: porta salsicce ai bambini buoni e sacchi d'ossa a quelli cattivi. La notte in cui distribuisce i regali, spostandosi su una slitta trascinata da maiali, è il 32 di dicembre, nel calendario del Mondo Disco.

## La Trama
Alla vigilia della notte di Hogswatch (la versione della vigilia di Natale nel Mondo Disco) i Revisori (sorta di burocrati cosmici) decidono di "rimuovere" Babbo Maiale (insomma, ucciderlo). A questo scopo si rivolgono alla Gilda degli Assassini di Ankh-Morpork, che accetta questo singolare contratto incaricando l'inquietante e orbo Mr. Teatime di portare a termine tale compito.
Ma l'uccisione di un'entità divina come Babbo Maiale richiede mezzi e armi non comuni, e se, portato a termine, avrà anche conseguenze che si ripercuoteranno per tutto il Mondo Disco.
La Morte viene a conoscenza di questo piano, e fa il possibile per scongiurare questo delitto: tanto per cominciare veste i panni di Babbo Maiale, per perpetuarne il nome.
Nel frattempo Susan, la nipote della Morte, cerca di capire cosa è successo al vero Babbo Maiale. In questa sua ricerca Susan si confronta con Teatime e, a sua sorpresa, incontra la versione arcaica della Fatina dei denti, con cui si scontrano i complici di Mr. Teatime.
Nel frattempo, la temporanea assenza di un'entità maggiore come Babbo Maiale produce di rimbalzo l'emergere di mini-entità improbabili come il folletto mangia-calzini e l'Oddìo dei postumi, dando non poche tribolazioni ai maghi, le cui vicende intersecano quelle di Susan e poi le ricerche della Morte.
Infine, un gruppo di Revisori interviene direttamente per cancellare ciò che rimane di Babbo Maiale, cioè un gigantesco cinghiale, assumendo la forma di creature mortali.
La storia verte sul ruolo delle festività e delle credenze popolari (o più in generale della fede), con riferimenti a molti esseri che popolano l'immaginario dei bambini quali la Fata dei denti, l'uomo nero, etc.

## Personaggi
- I Revisori ("Auditors" in originale): entità burocratiche cosmiche al di là dello spazio e del tempo, controllori delle forze fondamentali dell'universo.
- Membri della Gilda degli Assassini. In particolare,
  - Teatime: giovane Assassino[5] con un inquietante occhio di vetro. Il suo nome si pronuncia esattamente "teatime" e non "tihtaim".
- La Morte: la morte del Mondo Disco, ovvero la sua personificazione antropomorfica, il Tristo Mietitore.
- Albert, assistente della Morte.
- La Morte dei Topi: personificazione muridimorfica della Morte, il Tristo Squittitore. Uno scheletro di topo con la falce e il mantello.
- e il corvo che gli fa da traduttore.
- Susan, duchessa di Sto Lat e nipote della Morte; governante; terrore dei babau e dei mostri infantili che pesta ripetutamente con un attizzatoio.
- I Maghi dell'Università Invisibile: in particolare, l'Arcicancelliere, Munstrum Ridcully
- Complici di Mr. Teatime: piccoli malavitosi, un mago disoccupato, e Banjo.
  - Banjo, omaccione tremendamente forte, ma infantile e ingenuo. Una pasta d'uomo: una buona pasta molto pericolosa.
- La Fata dei Denti: come la Morte e Babbo Maiale, è un'entità.
- Babbo Maiale: non si vede per quasi tutto il libro, per motivi chiari alla fine - e, riflettendoci, fin dall'inizio.
- Divinità ufficiali assortite: il Cieco Io, il Dio delle Sbronze, e altri.
- Nuove entità estemporanee: Folletto delle Verruche, Fata degli Auguri, Oddìo[6] del Mal di Testa,[7] Folletto mangia-calzini, eccetera.
- Altri ed eventuali.

## Altri media
Una versione televisiva in due parti è stata trasmessa in Gran Bretagna nel dicembre 2006 dal titolo Terry Pratchett's Hogfather.

## Edizioni
- Terry Pratchett, Hogfather, Victor Gollancz,  p. 285, ISBN 0-575-06403-X.
- Terry Pratchett, la notte di Babbo Maiale, Salani, p. 336, EAN 9788831013918.